# Hipotermia

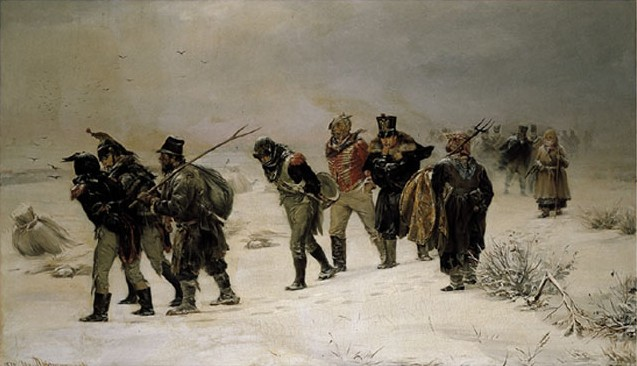
Los ejércitos de Napoleón fueron atacados por la hipotermia en Rusia zarista en su retirada en 1812.

Hipotermia (del griego hypo que significa «debajo» y therme que significa «calor») es el descenso involuntario de la temperatura corporal por debajo de 35 °C (95 °F) medida con termómetro en el recto o el esófago.
Si la temperatura ambiental es muy baja, la temperatura corporal desciende bruscamente: una caída de solo 2 °C (3,6 °F) puede entorpecer el habla y el afectado comienza a amodorrarse. Si la temperatura desciende aún más, el afectado puede perder la consciencia e incluso morir.

## Causas
- Enfermedad conocida como hipotiroidismo.
- Intoxicación por alcohol (alcoholismo) o drogadicción (heroína, barbitúricos, éxtasis...).
- Exposición a un frío intenso.

## Electrocardiografía
La patente eléctrica característica del síndrome hipotérmico es la onda de Osborn.

## Síntomas y fases
La temperatura normal del cuerpo en el ser humano es de 37 °C (98,6 °F). La hipotermia se puede dividir en tres etapas según la gravedad.
- Primera fase:

En la fase primera, la temperatura del cuerpo desciende en 1–2 °C (1,8–3,6 °F) por debajo de la temperatura normal (36 °C o 96,8 °F). Se producen escalofríos que pueden ir de leves a fuertes. La víctima es incapaz de realizar tareas complejas con las manos, las manos se entumecen. Los vasos sanguíneos distales en las extremidades se contraen, disminuyendo la pérdida de calor hacia el exterior por vía aérea. La respiración se vuelve rápida y superficial.
Aparece la piel de gallina y se eriza el vello corporal, en un intento de crear una capa aislante de aire en todo el cuerpo (de uso limitado en los seres humanos debido a la falta de suficiente pelo, pero útil en otras especies). A menudo, el afectado experimentará una sensación cálida, como si se hubiera recuperado, pero es, en realidad, la partida hacia la Etapa 2. Otra prueba para ver si la persona está entrando en la fase 2 es que no sean capaces de tocar su pulgar con su dedo meñique; es el primer síntoma de que los músculos ya no funcionan.  Se caracteriza por: vasoconstricción, aumento del metabolismo, aumento del gasto cardíaco, taquicardia y taquipnea. 
- Segunda fase:

En la fase 2.ª, la temperatura del cuerpo desciende en 2–4 °C (3,6–7,2 °F). Los escalofríos se vuelven más violentos. La falta de coordinación en los músculos se hace evidente. Los movimientos son lentos y costosos, acompañado de un ritmo irregular y leve confusión, a pesar de que la víctima pueda parecer alerta. La superficie de los vasos sanguíneos se contrae más cuando el cuerpo focaliza el resto de sus recursos en mantener los órganos vitales calientes. La víctima se vuelve pálida. Labios, orejas, dedos de las manos y pies pueden tomar una tonalidad azulada. Disminución de gasto cardiaco, bradicardia y bradipnea, poliuria, disminución de la motilidad intestinal y pancreatitis.
- Tercera fase o Hipotermia profunda:

En la fase 3.ª (fase poiquilotérmica), la temperatura del cuerpo desciende por debajo de aproximadamente 32 °C (89,6 °F). La presencia de escalofríos por lo general desaparece. Empiezan a ser patente la dificultad para hablar, lentitud de pensamiento, y amnesia; también suele presentarse la incapacidad de utilizar las manos y piernas. Los procesos metabólicos celulares se bloquean. Por debajo de 30 °C (86 °F), la piel expuesta se vuelve azul, la coordinación muscular se torna muy pobre, caminar se convierte en algo casi imposible, y la víctima muestra un comportamiento incoherente / irracional, incluyendo esconderse entre cosas o incluso estupor. El pulso y ritmo respiratorio disminuyen de manera significativa, pero pueden aparecer ritmos cardíacos rápidos (taquicardia ventricular, fibrilación auricular). Los órganos principales fallan. Se produce la muerte clínica. Debido a la disminución de la actividad celular en la hipotermia de fase 3, tarda más tiempo del habitual en producirse la muerte cerebral.

## Tipos de hipotermia según su gravedad
- Hipotermia leve: La temperatura corporal se sitúa entre 33 °C y 35 °C (91,4 °F y 95 °F), y va acompañada de temblores, confusión mental, torpeza de movimientos y cuerpo tembloroso.
- Hipotermia moderada: La temperatura corporal es de entre 30 °C y 33 °C. A los síntomas anteriores se suman desorientación, estado de estupor o somnolencia y pérdida de memoria.

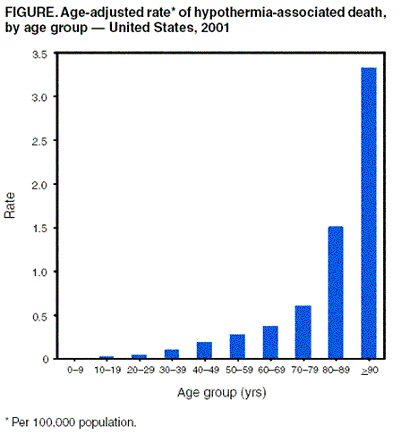
En EE. UU., la incidencia de hipotermia se halla fuertemente relacionada con la edad.

- En EE. UU., la incidencia de hipotermia se halla fuertemente relacionada con la edad.Hipotermia grave: Por debajo de los 30 °C (86 °F). Comporta pérdida de la consciencia, dilatación de pupilas, bajada de la tensión y latidos cardíacos muy débiles y casi indetectables.

## Prevención
A -30 °C una persona mal preparada se congela en un minuto, y ni siquiera hace falta tanto frío: la sensación y sus efectos se multiplican hasta 14 veces si hay humedad y 25 veces más rápido en el agua que en el aire. Pero el viento tampoco ayuda: hay que protegerse de él no solo con ropa, sino con los accidentes del entorno que ofrezcan abrigo o cobijo. El sujeto no debe dormir y tiene que mantenerse consciente, ya que la pérdida de la consciencia por hipotermia es paulatina y no se percibe hasta que uno se está muriendo. Por eso a la muerte por congelación se la ha llamado la "muerte dulce". El organismo, cuando no puede calentar todo el cuerpo, concentra la circulación sanguínea en el tronco y los órganos vitales (cerebro y corazón), por lo que son estas las zonas que hay que proteger preferentemente con sombreros, bufandas, orejeras, gafas, abrigos. Alguien puede no tener pulso en la muñeca, pero eso no indica que esté muerto por hipotermia: hay que tomárselo en el cuello, por lo expuesto anteriormente. Otras medidas a tomar son:
- Proteger y ocultar las partes expuestas: la nariz, las orejas, las manos, los pies son las zonas más susceptibles de helarse, aunque la protección de la cabeza y del corazón son fundamentales.
- Vestirse con tres, cuatro o más capas de ropa, la exterior además impermeable. Es mejor la piel que la lana, pues esta calienta por dentro, pero hace sudar y este sudor empapa y se congela por fuera, convirtiendo a la lana en una corteza sólida.
- Comer adecuadamente (muchas calorías).
- Hidratarse.
- No beber alcohol (que es un vasodilatador y, por tanto, ayuda a perder temperatura).
- No fumar (tiene un efecto similar en los pulmones).
- Llevar mantas para aislarse del suelo frío; si no hay mantas, con algo similar.

Estas medidas suelen estar lejos de personas con pocos recursos (buena ropa, buenos alimentos, buen entorno convenientemente aislado), por eso los indigentes suelen ser los mayores perjudicados por la hipotermia. Cuando hace mucho frío, las funciones vitales se ralentizan y quien puede parecer muerto por congelación a lo mejor revive al recuperar la temperatura. Por eso se suele decir entre los médicos que un muerto por hipotermia no lo está hasta que vuelve a estar caliente.

## Tratamiento
No hay que dar por hecho que una víctima está muerta ya sólo porque esté fría y parada, podría estar en hipotermia.
Tras haber retirado a una víctima inconsciente del frío (enseguida, brevemente), sería comprobado si requiere reanimación cardiopulmonar, por si hay que realizarla.
La lucha contra la hipotermia es mejor mediante un recalentamiento externo pasivo: la víctima sería retirada de aquello que la está enfriando (por ejemplo: nieve dentro de su ropa o humedades frías), sería aislada del frío del exterior (por ejemplo: con mantas y con alguna cobertura de plástico o aluminio), sería colocada en un ambiente cálido, y así se calentaría progresivamente. De hecho, si se le aporta un recalentamiento externo activo (por ejemplo: con mantas eléctricas, agua caliente o lámparas), podría haber (teóricamente al menos) reacciones adversas. Pero el uso de un recalentamiento externo activo no queda negado, sino que es recomendado un recalentamiento general pasivo en vez de un recalentamiento externo y activo, por ser éste más brusco e irregular, y menos cuidadoso. Pese a lo cual, el recalentamiento externo activo es indicado para hipotermias graves en fases avanzadas, buscando con eso una mayor velocidad de calentamiento.
Riesgos: El riesgo principal es que se transfiera demasiado rápida o bruscamente sangre fría de la periferia a los órganos vitales del interior del cuerpo causando eso algún shock (shock de recalentamiento), problemas cardíacos, y (quizás) la muerte. Este problema podría suceder al hacer moverse a una víctima demasiado fría, o al moverla sin cuidado, o si se le aporta calor de forma activa (calentamiento externo activo) mediante contacto con un objeto caliente (por ejemplo: con mantas eléctricas, agua caliente o lámparas) o fricción, pues eso puede activar la circulación en la piel meramente.

## Casos famosos de hipotermia

### Guerras Napoleónicas
Durante la Invasión napoleónica de Rusia, durante el desarrollo de las guerras napoleónicas, la llegada del invierno de 1812 causó que miles de soldados franceses murieran a causa de la hipotermia, siendo este el factor más importante de la retirada de las tropas de Napoleón Bonaparte, que pretendía invadir el Imperio Ruso.

### La expedición Terra Nova
El general Robert Falcón Scott y su equipo de investigación murieron de hipotermia en su expedición al Polo Sur en el año 1910.

### Hundimiento del Titanic
La madrugada del 15 de abril de 1912, tras el hundimiento del transatlántico británico, muchos de los pasajeros a bordo del Titanic, que llegaron a sobrevivir hasta después del hundimiento total del barco, quedaron flotando en el océano, murieron de hipotermia, incluidos muchos de los que iban en los botes salvavidas.

### Segunda Guerra Mundial
Durante el desarrollo de la Segunda Guerra Mundial, en especial en el Frente del Este millones de personas y cientos de miles de soldados alemanes murieron a causa de exponerse a temperaturas de -40 °C durante el invierno de 1941 y 1942. En el Sitio de Stalingrado fallecieron al menos un millón de personas a causa del hambre y la hipotermia.

### Monte Everest
Muchos especialistas en la escala de montaña se atrevieron a subir el Everest, aunque gran cantidad de ellos no sobrevivieron a causa de la baja temperatura que hay en las partes más altas de la montaña.